# Завадников, Валентин Георгиевич
Завадников Валентин Георгиевич (род. 30 апреля 1963, Кривой Рог, Днепропетровская область) — российский государственный деятель. Член Совета Федерации Федерального собрания Российской Федерации — представитель от законодательной власти Саратовской области с 12 сентября 2001 по 24 октября 2012. Член правления РАО «ЕЭС России» (1998—2001).

## Биография
Родился 30 апреля 1963 года в городе Кривой Рог Днепропетровской области Украинской ССР.
В 1985 году окончил Дальневосточное высшее инженерное морское училище имени адмирала Г. И. Невельского по специальности «Эксплуатация водного транспорта», инженер по организации и управлению морским транспортом. Владеет английским языком.
После окончания училища работал инженером-диспетчером в Приморском морском пароходстве города Находка Приморского края. В 1989 году ушёл в бизнес, стал руководителем отдела внешних связей совместного предприятия «Диалог-Находка». В 1991—1992 годах был заместителем председателя Находкинского горсовета, затем — финансовым директором Свободной экономической зоны «Находка». В 1994 году переехал в Москву, был председателем совета директоров АООТ «ФинансИст», затем представителем в Москве фирмы Auerbach Grayson & Co.
В 1995 году участвовал в выборах Государственной Думы II созыва, шёл 11-м номером в списке движения Бориса Фёдорова «Вперёд, Россия!» (не преодолело 5-процентный барьер), был руководителем аппарата движения.
20 июля 1996 года назначен заместителем председателя Федеральной комиссии по рынку ценных бумаг (ФКЦБ) в ранге заместителя министра финансов. Был членом совета директоров НАУФОР, представителем государства в совете директоров Магнитогорского металлургического комбината.
С 28 апреля 1997 по 8 августа 2001 — член Комиссии при Президенте Российской Федерации по подготовке договоров о разграничении предметов ведения и полномочий между федеральными органами государственной власти и органами государственной власти субъектов Российской Федерации. 
29 июня 1998 года назначен заместителем председателя правления РАО «ЕЭС России» (28 июля освобождён от должности зампреда ФКЦБ). Курировал вопросы, связанные с реструктуризацией РАО ЕЭС, стратегическим управлением и корпоративной политикой. Выдвигал «радикальный» план реформы, согласно которому все электростанции РАО ЕЭС и дочерних компаний должны были быть приватизированы полностью и независимо друг от друга. В итоге этот план реализован не был, а управление электростанциями было передано относительно небольшому числу крупных генерирующих компаний (14 территориальных, 6 оптовых генерирующих компаний и гидрогенерирующая компания «Русгидро»). С 1999 года — член Совета директоров РАО «ЕЭС России».
С 7 января 2001 по 25 октября 2004 года — член рабочей группы президиума Государственного совета Российской Федерации по вопросам реформирования электроэнергетики.
В сентябре 2001 года покинул должность члена правления РАО ЕЭС и перешёл на работу в Совет Федерации (делегирован Саратовской областной думой).
С января 2002 года — председатель комитета Совета Федерации по промышленной политике. В качестве представителя государства продолжал членство в совете директоров РАО ЕЭС до июня 2005 года, также входил в советы директоров некоммерческого партнёрства «Администратор торговой системы» и инвестиционной компании «Тройка-диалог».
С 2006 года — акционер частной компаний в сфере управления отходами «Эко-система», созданной совместно с Андреем Якимчуком. По информации на 2014 год, остаётся одним из крупнейших акционеров компании.
31 октября 2012 года сложил полномочия члена Совета Федерации.

## Семья
Женат, имеет дочь.

## Награды
- Медаль «В память 1000-летия Казани» (2005).